# Palazzo Bentivoglio
Il Palazzo Bentivoglio era un palazzo di Bologna.

## Storia

Stemma dei Bentivoglio

Il palazzo della famiglia gentilizia bolognese Bentivoglio venne costruito, per volontà di Sante Bentivoglio, in strada San Donato a partire dal 1460 e fu successivamente portato a termine da Giovanni II. Venne chiamato anche Domus Aurea, perché i capitelli e i cornicioni della facciata erano ricoperti di oro zecchino. 
L'edificio venne distrutto dalla furia popolare nella primavera del 1507. A deciderne la distruzione furono i nemici dei Bentivoglio. Del resto, anche papa Giulio II era convinto che bisognasse radere al suolo la dimora stessa dei Bentivoglio, se si voleva evitare il loro ritorno. Con la cacciata della famiglia dalla città, il Senato bolognese stabilì che qualsiasi stemma o segno della passata dominazione venisse cancellato. La distruzione del palazzo di strada San Donato fu però una grave perdita per la storia dell'arte italiana. Cronisti contemporanei e studiosi più recenti hanno cercato di ricostruire, sulla base di descrizioni spesso entusiastiche, l'aspetto della domus magna.
Oggi sull'area dove si ergeva il palazzo si trova il Teatro Comunale, alla destra del quale corre la via del Guasto che ricorda, nel nome, le macerie della residenza bentivolesca; nell'area retrostante, in cui si trovava il giardino, sorge oggi il moderno Giardino del Guasto, mentre la costruzione in fronte al Teatro, sul lato opposto della piazza, ospitava le Scuderie dell'antico palazzo. Poco oltre, in via Belle Arti, si erge la mole imponente di un nuovo Palazzo Bentivoglio. Esso fu fatto costruire, a partire dal 1551, da Costanzo Bentivoglio, discendente di un ramo collaterale (non dominante) della famiglia.

## Descrizione
Secondo quanto riportato dai cronisti, la facciata principale che dava su via Zamboni misurava 30 metri, mentre i fianchi superavano i 140 metri di lunghezza. Al pianterreno erano situati gli appartamenti degli uomini di casa Bentivoglio, mentre al piano superiore si trovava l'appartamento di Giovanni, riccamente affrescato, e quello ugualmente sfarzoso di Ginevra e delle altre donne di casa. Le sale nobili del palazzo erano riccamente affrescate da noti artisti dell'epoca: nella loggia che dal terzo cortile metteva al giardino, Lorenzo Costa aveva frescato l'incendio di Troia, mentre Francesco Francia aveva decorato la stanza di Giovanni II con pitture che rappresentavano la storia di Giuditta e Oloferne.
Il palazzo ospitava anche guardie e armigeri, senza contare naturalmente le camere per gli ospiti, i magazzini e i depositi di armi.
Complessivamente l'edificio aveva 244 stanze e 5 vaste sale, dove i Bentivoglio ricevevano illustri personaggi e amici, davano feste e pranzi sontuosi.